# 多花紫藤

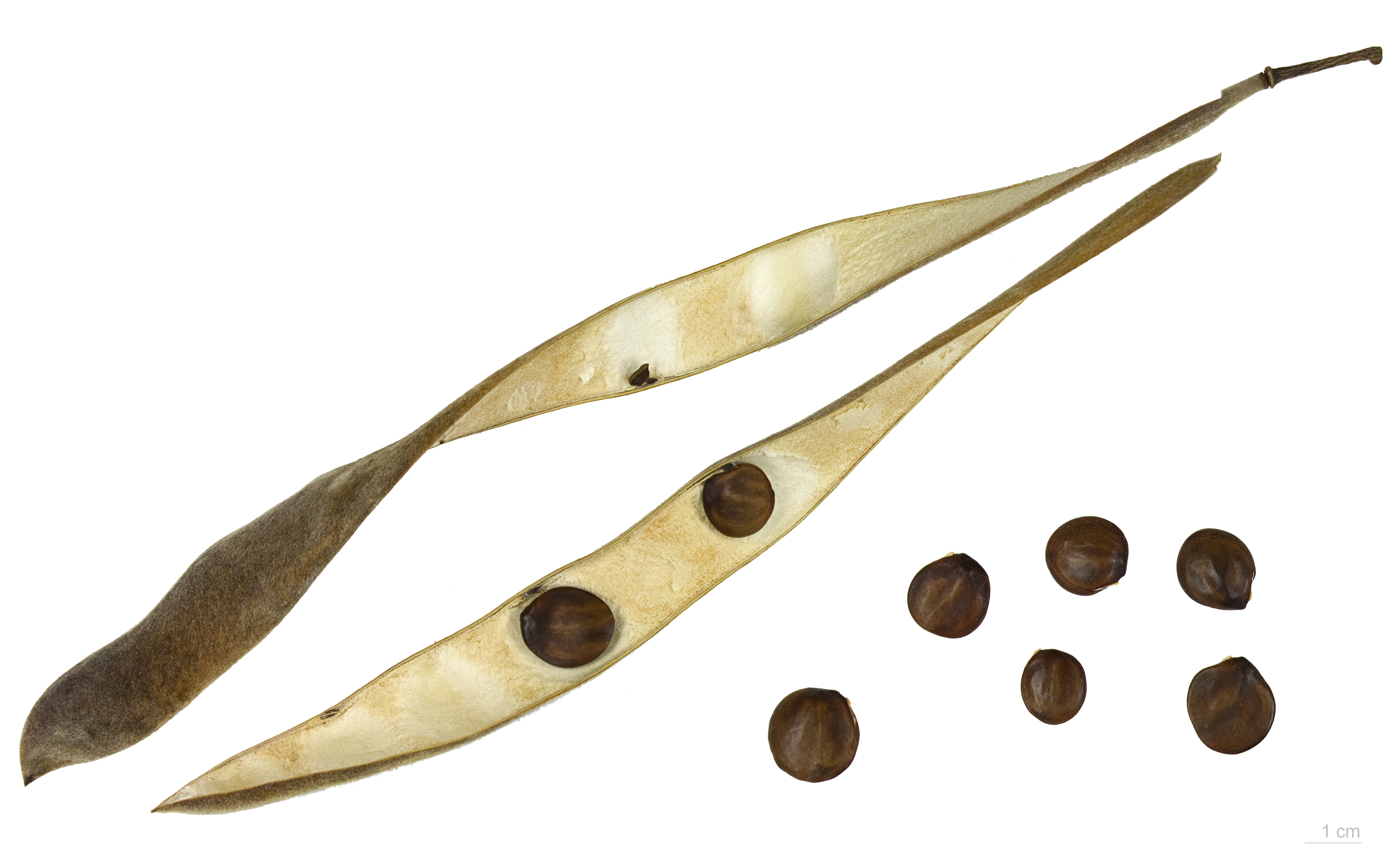
Wisteria floribunda

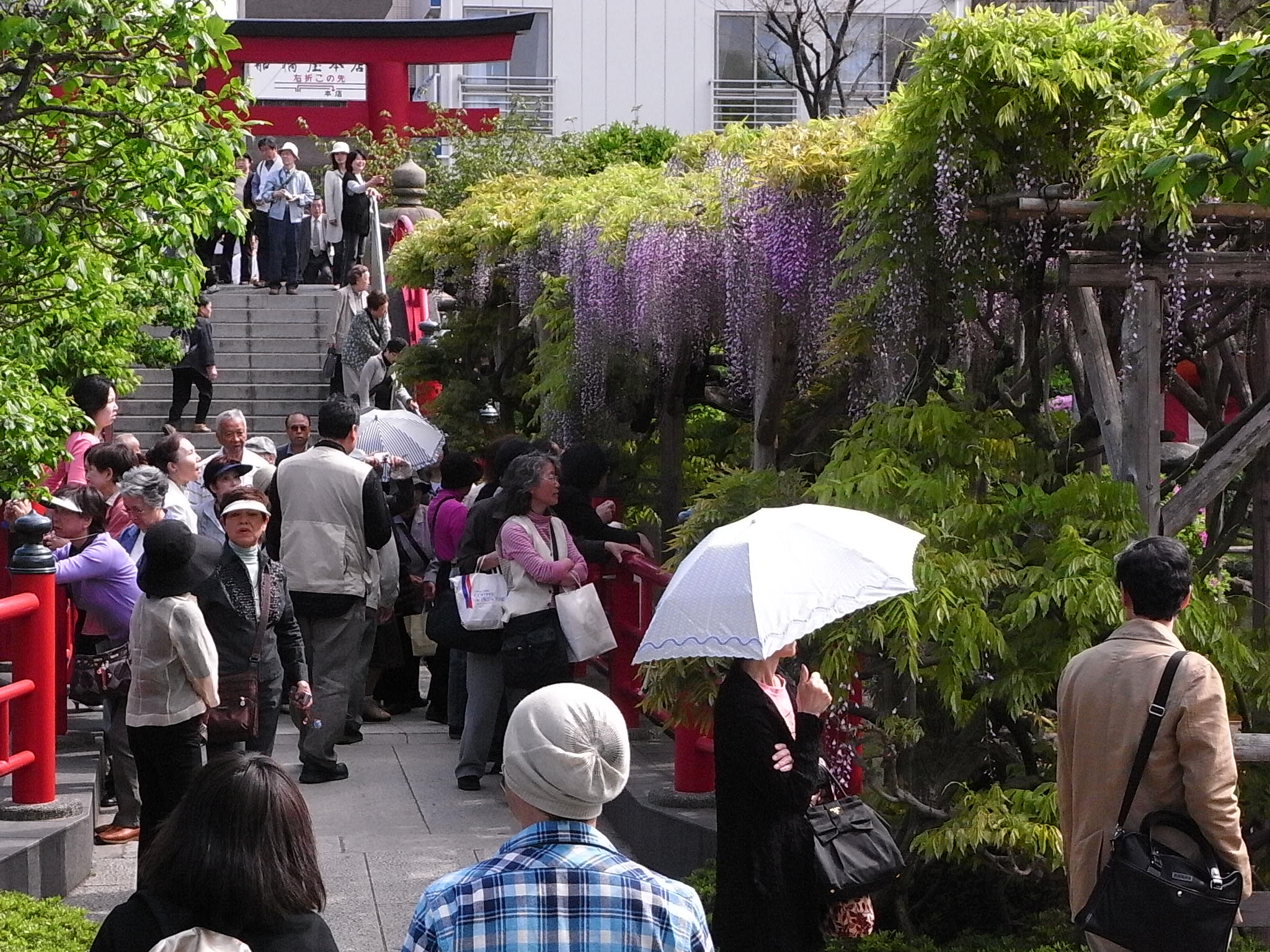
龟户天神社

多花紫藤（学名：Wisteria floribunda），为豆科紫藤属的植物。原产日本，中国各地有栽培。